# Idiolispa hungarica
Idiolispa hungarica là một loài tò vò trong họ Ichneumonidae.